# Miclești (Moldavia)
Micleşti è un comune della Moldavia situato nel distretto di Criuleni di 2.358 abitanti al censimento del 2004

## Località
Il comune è formato dall'insieme delle seguenti località: (popolazione 2004)
- Micleşti (1.468 abitanti)
- Steţcani (890 abitanti)